# 濱口純一
濱口 純一（はまぐち じゅんいち、1973年12月26日 - ）は、日本のバレーボール選手・指導者。

## 来歴
熊本県天草市出身。先輩に誘われて中学1年次よりバレーボールを始め、鎮西高校に進学。1991年の春高バレーにおいて敢闘賞、同年のインターハイでも優秀選手賞を獲得した。
1992年法政大学に進学すると、全日本インカレにおいて、1992年・1993年と連続準優勝し、1995年には優勝の原動力となり自らもMVP・レシーブ賞を獲得した。同年、福岡で開催されたユニバーシアードに出場した。
1996年にVリーグ富士フイルム・プラネッツに入部し、2002年の廃部まで所属した。その後富士フイルムでサラリーマンを続けながら、東京ヴェルディに参加。2005-2007年のV1リーグ3年連続準優勝に大きく貢献した。
2008年に富士フイルムを退社し、法政大学男子バレーボール部コーチに就任。2012年より同部監督（非常勤講師）となり、チームを関東大学リーグの1部昇格に導いた。
2016年に東京ヴェルディを退団。以降は法政大学の現役とOBで結成したNOVOバレーボールチームで選手兼代表として活動していた。
2018年、法政大学監督を退任し、トヨタ自動車ビーチバレーボール部コーチに就任。
2023年、嘉悦大学女子バレーボール部の監督に就任した。
2024年12月、嘉悦大学女子バレーボール部監督を退任。2025年度のトヨタ自動車ビーチバレーボール部GM兼監督就任が発表された。

## 所属チーム
選手
- 龍ヶ岳中学
- 鎮西高校
- 法政大学
- 富士フイルム・プラネッツ（1996-2002年）
- 東京ヴェルディ（2003-2016年）
- NOVOバレーボールチーム（2017年-?）

指導者
- 法政大学男子バレーボール部 コーチ（2008-2012年）
- 法政大学男子バレーボール部 監督（2012-2018年）
  - ユニバーシアード コーチ（2013-2015年）
- トヨタ自動車ビーチバレーボール部（2018-2023年）
- 嘉悦大学女子バレーボール部 監督（2023-2024年）
- トヨタ自動車ビーチバレーボール部（2025年-）

## 球歴
- ユニバーシアード代表 - 1995年

## 受賞歴
- 2005年 - 第7回V1リーグ 敢闘賞
- 2006年 - 第8回V1リーグ 敢闘賞
- 2007年 - Vチャレンジリーグ サーブレシーブ賞
- 2013-2014年シーズン Vリーグ特別功労賞